# Рудкі (Куявсько-Поморське воєводство)
Рудкі (пол. Rudki) — село в Польщі, у гміні Прущ Свецького повіту Куявсько-Поморського воєводства.
Населення — 141 особа (2011).
У 1975-1998 роках село належало до Бидгощського воєводства.

## Демографія
Демографічна структура станом на 31 березня 2011 року:
|          | Загалом | Допрацездатний вік | Працездатний вік | Постпрацездатний вік |
| -------- | ------- | ------------------ | ---------------- | -------------------- |
| Чоловіки | 70      | 12                 | 51               | 7                    |
| Жінки    | 71      | 13                 | 42               | 16                   |
| Разом    | 141     | 25                 | 93               | 23                   |